# 11673 Baur
11673 Baur eller 1998 BJ19 är en asteroid i huvudbältet som upptäcktes den 26 januari 1998 av Farra d'Isonzo-observatoriet i Farra d'Isonzo. Den är uppkallad efter den tyska amatörastronomen Johann M. Baur.